# ناحیه منار
ناحیه منار (به لاتین: Mannar District) یک ناحیه در سری‌لانکا است که در استان شمالی (سری‌لانکا) واقع شده‌است.

## خصوصیات
ناحیه منار ۱٬۹۹۶ کیلومترمربع مساحت و ۹۹٬۰۵۱ نفر جمعیت دارد.